# تاريخ جمهورية داغستان

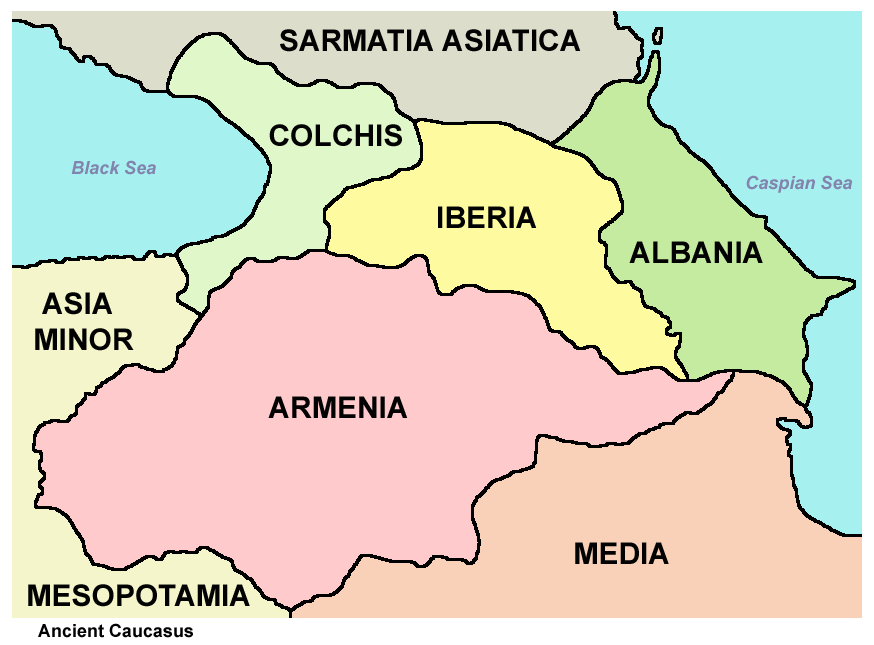

## التاريخ القديم
تعتبر داغستان منذ قديم الزمان موطنا عريقا للزراعة وتربية الحيوانات. ونشأت أول دولة في أراضيها في القرن الخامس قبل الميلاد، وهي دولة ألبانيا القوقاز التي كانت عبارة عن دولة متألفة من 26 دويلة واقعة في جنوب داغستان وشمال أذربيجان. وكانوا أسلاف القوميات الناطقة باللغات الداغستانية القوقازية. وكانت تلك الدولة في مختلف مراحل تاريخها تقيم علاقاتها مع حكام إيران الساسانية والخلفاء المسلمون. وظل كيانها حتى القرن السابع عشر الميلادي حيث دمرها الروس.
وقعت ألبانيا القوقاز في ملتقى الحضارات ودروب القوافل والهجرة. لذلك كانت دوما تخوض الحروب المستمرة من أجل الاستقلال مع الفرس والروم والهنود والخزر والروس الذين هدموها في آخر المطاف.

## الإسلام في داغستان
قبل وصول الإسلام كانت منطقة داغستان تتبع الامبراطورية الساسانية، وكان يتولى الحكم بها ملك اسمه (شهر براز)، ومقرة مدينة باب الأبواب، أما ديانة السكان فكانت المجوسية والنصرانية وأقلية يهودية.

## عهد الخلافة الراشدة
يرجع أول اتصال للمسلمين بهذه المنطقة إلى عهد الخليفة عمر بن الخطاب، حيث وجه إليهم حملة بقيادة سراقة بن عمرو، وصلت الحملة باب الأبواب في سنة 20 هجرية ولم يقع قتال بالمدينة بل أسفر على توقيع صلح فريد في نوعة، فلقد قبل قائد الجيش المسلم ما ارتضاه ملك المدينة (شهر براز) وهو القتال في صفوف المسلمين عوضاً عن الجزية، فاتخذ المسلمون من المدينة مركز انطلاق للحملات نحو أعدائهم، وقد أجاز عمر بن الخطاب نصوص هذا الصلح ووافق عليه.
ومن مدينة باب الأبواب اتجهت الحملات الإسلامية إلى بلاد الخزر وباقي بلاد الران وأرمينيا، فقاد بكير بن عبد الله حملة إلى موقان، وقاد حبيب ابن مسلمة حملة إلى تبليس، وقاد حذيفة بن أسيد حملة إلى جبال اللان، وقاد سلمان بن ربيعة حملة إلى حدود أرمينيا، وهكذا كانت مدينة باب الأبواب منطلقاً للعديد من الحملات الإسلامية.
وأمر الخليفة عمر بن الخطاب، عبد الرحمن بن ربيعة بغزو بلاد الخزر، فوصلت الجيوش الإسلامية إلى مدينة (بلنجر) وتقدمت شمالاً إلى مدينة البيضاء، وهكذا أصبحت مدينة باب الأبواب ثغراً للدولة الإسلامية في الشمال الشرقي من إقليم الرحاب في مواجهة أعداء الدولة الإسلامية من الخزر والروس، تفوق المهام الملقاة على أي ثغر آخر في الشمال.
واستمرت هذه الدفعة للدعوة في خلافة عثمان بن عفان، واصيبت بالجمود في بداية العصر الأموي، وخلال خلافة هشام بن مروان شهدت منطقة الرحاب تصعيداً للصراع بين الإسلام والقوي المعادية من الروس والخزر، فجمعت قوات إسلامية عظيمة بقيادة سعيد الحرشي وهزم الخزر والران وتعقبهم بعيداً خارج حدود إقليم الرحاب.

## عهد الأمويين
اتبع الأمويين سياسة ارتكزت على إبعاد العناصر المشبوهة وتشجيع العناصر العربية على الاستيطان بالمنطقة، وأسكن مسلمة بن عبد الملك 24,000 ألف من أهل الشام في مدينة باب الأبواب، فأدت هذه السياسة إلى تغير التركيب البشري للمنطقة، وأصبحت العناصر العربية العمود الفقري في الدفاع عنها، وازدهرت الدعوة الإسلامية في منطقة داغستان.

## عهد العباسيين
في عهد أبي جعفر المنصور تولي الحدود يزيد بن أسيد السلمي، الذي مد رقعة الإسلام نحو الشمال في بلاد الران وطبق سياسة استيطان المسلمين بهذه المناطق، وزادت نسبة معتنقي الإسلام. وسيطر الاتراك السلاجقة على منطقة الرحاب وماحولها وأتى الحكم الجديد بالمزيد من الجماعات الإسلامية التي تنتمي إلى أصول تركية، ودمرت المنطقة علي يد المغول، وتحول الامر إلى صالح الإسلام بعد أن اعتنق المغول الإسلام

## العهد العثماني
سيطر العثمانيون على المنطقة في القرن الخامس عشر الميلادي، وفي سنه 1298 هـ، أعلنت روسيا حمايتها على بلاد الكرج المجاورة لداغستان، وقام الداغستانيون بمقاومة الروس، وهزم الروس الداغستان، واضطهدوا وهاجر الكثير منهم، وفي العهد السوفياتي أعلن قيام جمهورية الداغستان في سنة في سنة 1340 هـ، وأصبحت ذات حكم ذاتي تتبع روسيا. ويشكل المسلمون أغلبية سكان داغستان، ويقدر عددهم بحوالي 1,500,000 نسمة.

## العصر الحالي
توجد في داغستان الإدارة الدينية لمسلمي شمال القوقاز ومقرها بويناكسك في جنوب غربي العاصمة الداغستانية محج قلعة، وتقلص عدد المساجد في عهد السوفيات فمن أكثر من 1000 مسجد لم يبقَ غير 27 مسجداً. كما تلاشي التعليم الإسلامي، وكانت اللغة الداغستانية تكتب بحروف عربية، وصدرت بها عدة مجلات في مختلف العلوم، وأضافوا لأحرف الهجاء العربية عدة حروف، ودخلتها كلمات عربية كثيرة، كما كان أهل داغستان يتحدثون العربية إلى جانب لغتهم لا سيما علماء الدين الإسلامي، واسس الداغستانيون مطابع عديدة طبعت فيها الكتب العديدة، كما صدرت عدة مجلات باللغة العربية والداغستانية، هذا قبل استبدالها باللغة الروسية. ومعظم المسلمين بداغستان ينتسبون للمذهب الشافعي.

### القرون الوسطى
ظهرت في القرون الوسطى على مضمار التاريخ شعوب داغستانية أخرى لتشكل دولا لها. واقام شعب لاك دولة لاكز ودعيت لاحقا بخانية غازي كوكوخ بينما أقام الشعب الليزغيني خانية شيروان. وشكل الشعب الأفاري دولة أفارستان ودولة تاركين الشمخلية وإمارة كيتاغ – تاباساران. وبدأت في الفترة ذاتها تقوم دولة داغستانية موحدة.
ثمة سبب هام جعل شعوبا تنطق اللغات المختلفة وتنتمي إلى الثقافات المتباينة تندمج في دولة واحدة، وهو حاجة إلى مقاومة الغزاة الوثنيون والصفويون والروس الذين كانوا عمدا يغييرون الوضع الديموغرافي في البلاد بتهجير الروس والإيرانيين إلى احسن الأراضي الداغستانية. لكن هذه الشعوب قربت بعضها من البعض مع مرور وقامت وشكلت قومية داغستانية واحدة.
صفحات التاريخ الداغستاني حافلة ببطولات الداغستانيين الذين كانوا يذودون عن وطنهم. فرسان تشينغيز خان الذين اجتاحوا الصين واخضعوا دول آسيا الوسطى وإيران وإمارات الروس القديمة لم يتمكنوا من الاستيلاء على قلعة دربند. واستطاع المغول بقيادة حفيد تشينغيز خان الخان باتيه تحقيق ذلك في عام 1239 بعد فرض الحصار الطويل على المدينة.
واشتهر أهالي بلدة ريتشا ببطولاتهم وصمودهم حين كانوا يصدون هجمات المغول المتفوقين عليهم لمدة شهر. وبعد أن قتل رجال البلدة ودخل المعتدون فيها استمر الأطفال والشيوخ في القتال حتى هدم كل منشآتها وسقط كل من بقى على قيد الحياة علي ايدي المغول. وفي عام 1240 لقي المغول في طريقهم إلى القوقاز مدينة كوموخ التي صمد اهاليها في وجههم واجبروهم على مغادرة داغستان.
وتعرضت داغستان في القرن الرابع عشر لغزو وحشي آخر قام به الخان تيمورلنك الذي كان قد اكتسح الهند وإيران والصين ووسط آسيا. لكن عندما وصل القوقاز جهز المسلمون جيشاُ استطاع دحره.

### التاريخ المعاصر

#### داغستان ضمن الإمبراطورية الروسية
كانت روسيا في الفترة ما بين عام 1588 إلى عام 1607 تخوض الحرب مع الامارة الشملخية. وانتهت الحرب بتبادل الاسرى عام 1607، وذلك بوساطة شاه إيران عباس الأول وعقد اتفاقية الهدنة.
في عام 1594 قام جيش القيصر فيودور ايفانوفيتش بالحملة العسكرية ضد الامارة الشملخية ليتربع أحد اقارب قيصر كاخيتيا على عرش الامارة. واستولت القوات الروسية على مدينة تركي لكنها وجدت نفسها بعد ذلك محاصرة بقوات الملك وحليفه الخان الافاري. ولم يستطع فك الحصار الا ربع الجيش الروسي.
قامت قوات القيصر بطرس الأكبر في عام 1722 بالحملة العسكرية في المنطقة وضمت شاطئ قزوين الشمالي إلى روسيا.
السلام لم يحل في داغستان باندماجها في روسيا. واتسمت سياسة الروس في القوقاز بالشراسة والقسوة تجاه شعوب جبال القوقاز المحبة للحرية.وكانت الثورات تشتعل من وقت إلى آخر.
في القرن الخامس عشر سيطر العثمانيون على داغستان والمناطق المجاورة، ودخل الإسلام تدريجياً ضمن السكان، ومع ضعف الدولة العثمانية تدريجياً في القرن الثامن عشر، أصبحت المنطقة متنازع عليها بين ثلاثة قوى هي: العثمانيين والروس والفرس، وفي عام 1813 م، تم توقيع اتفاق غولستون بين الروس والفرس، ينص بموجبه على سيطرة روسيا على الإقليم.

حدثت ثورة في عام 1829 م، ضد الحكم الروسي في المناطق الجبلية من داغستان، كان قائدها آنذك غازي محمد الغيمراوي الذي انتخب من قبل علماء داغستان إماما لهم. فبعد استشهاد إمام غازي محمد في قرية غيمري وهي مسقط رأسه، انتخب حمزة بيك الهوتساتلي إماما ثانيا لداغستان. وبعد مرور عدة أشهر قتل حمزة بيك يوم الجمعة في المسجد. وجاء بعده مجاهد من المجاهدين العظام، لم تشهد الساحة القوقازية مثيلا له من قبل، إنه الإمام الشيخ شامل الغِيمْرَاوِي من قرية غيمري الداغستانية، الذي قاد النضال وحمل راية الجهاد، ضد الغزاة الروس قرابة خمس وثلاثين سنة وألحق بهم هزائم بشعة. وهو الإمام الذي اختاره العلماء والشعب والذي استطاع أن يؤسس دولة «الإمامة» التي شملت داغستان والشيشان.
في عام 1860 تم تشكيل إقليم داغستان تحت الإدارة العسكرية الروسية ضمن الامبراطورية الروسية.و في عام 1877 شهدت ثورة جديدة ضد القوات الروسية الذي ترأسه نجل الامام شامل. وساعدة انباء الانزال الناجح للقوات العثمانية في ابخازيا. وتم قمع الثورة بقسوة واعدام كثير وتهجير اخرين إلى سجون في أقاليم روسيا الباردة.
ومن جهة أخرى لعب انضمام داغستان إلى روسيا دورا ايجابيا للروس وساعد على تطوير تداول السلع والأموال وتوسيع علاقات التجارة والاقتصاد. لكن مستوى معيشة الشعب الداغستاني ما زال في اواخر القرن التاسع عشر ومطلع القرن العشرين متدنيا جدا.
وقد ايدت داغستان ثورة اعوام 1905 – 1907 ثم ثورة أكتوبر في روسيا عام 1917. كما شاركت داغستان بنشاط في الجهاد ضد الروس.

#### داغستان ضمن الاتحاد السوفيتي
شارك الداغستانيون والقوقاز في الحرب العالمية الثانية في الجبهة الشرقية ضد الالمان. ومات الالاف من الداغستانيين بالبرد والنار. وفي سنوات التي اعقبت الحرب العالمية الثانية شهدت داغستان نهضة اقتصادية كبيرة للروس. وبدأت في خمسينات وستينات القرن الماضي هجرة اهالي الجبال إلى الوديان بحثا عن ظروف معيشية أفضل، بسبب فرض الشيوعية الامر الذي أدى إلى انحطاط نظام الزراعة الجبلي التقليدي القائم على زراعة الخضار في حقول واقعة على سفوح الجبال وفقدان التقاليد والعادات الشعبية العريقة.

#### داغستان ضمن روسيا الاتحادية
تغير الوضع القانوني للجمهورية بعد تفكك الاتحاد السوفيتي عام 1991 حين تم تغيير تسميتها وصارت تدعى جمهورية داغستان.
تم عام 2006 استحداث منصب رئيس الجمهورية في داغستان تحت سلطة الروس الذي شغله موخو علييف المدرس في المدرسة الثانوية سابقا.. وفي عام 2010 انتخب محمد سلام محمدوف رئيسا ثانيا للجمهورية.

## اقرأ أيضا
- اقتحام آحل كوح